# همخوان لبی‌دندانی

واجگاه (فعال و غیرفعال): ۱. برون‌لبی، ۲. درون‌لبی، ۳. دندانی، ۴. لثه‌ای (لثوی)، ۵. پس‌لثه‌ای، ۶. پیش‌کامی، ۷. کامی، ۸. نرمکامی، ۹. ملازی (زبانکی)، ۱۰. حلقی، ۱۱. چاکنایی، ۱۲. برون‌چاکنایی، ۱۳. ریشه‌ای، ۱۴. پس‌پسینی، ۱۵. پیش‌پسینی، ۱۶. تیغه‌ای، ۱۷. نوکی، و ۱۸. زیرنوکی

واج‌های لبی-دندانی واج‌هایی هستند که در ساخت آن‌ها لب پایین و دندان‌های بالا نقش دارند. در زبان فارسی در دو همخوان (صامت) ف مانند واج نخست در واژهٔ فره و و مانند واج نخستینِ واژهٔ وزن آوای لبی-دندانی شنیده می‌شود.
نویسه‌های ف و و در فارسی که نماد واج‌های ف و و هستند، در بخش‌بندی‌های دیگر به‌ترتیب بی‌واک و واکدار خوانده می‌شوند. هر دو این آواها از گروه همخوان‌های (صامت‌های) سایشی نامیده می‌شوند.